# Rodovia Governador Carvalho Pinto

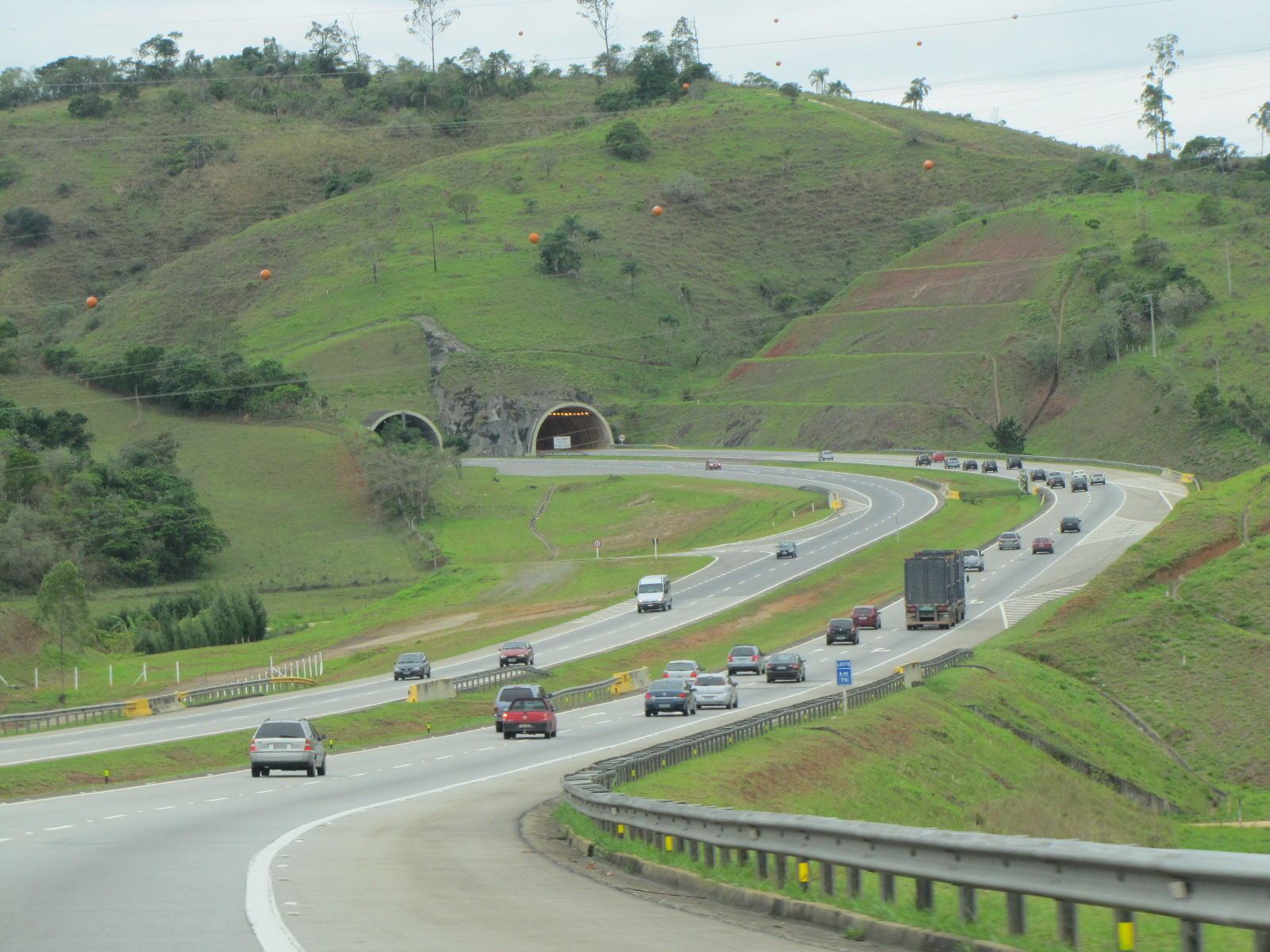
Rodovia Carvalho Pinto no trecho próximo à Jacareí.

A Rodovia Governador Carvalho Pinto (SP-70) inicia-se no entroncamento com a Rodovia Ayrton Senna, no município de Guararema e termina em Taubaté, na intersecção com a Rodovia Oswaldo Cruz que liga a cidade de Taubaté a cidade de Ubatuba. Foi inaugurada incompleta em 23 de dezembro de 1994, pelo então Governador Luiz Antônio Fleury Filho. A inauguração definitiva do primeiro trecho ocorreu em 16 de setembro de 1998 e do prolongamento em 28 de fevereiro de 2018.
A Rodovia Carvalho Pinto cruza os municípios de Guararema, Jacareí, São José dos Campos, Caçapava e Taubaté, dando acesso ao litoral norte paulista pela Rodovia dos Tamoios (SP-99) e pela Rodovia Oswaldo Cruz (SP-125), outras localidades do Vale do Paraíba como Santa Branca, Paraibuna e Jambeiro e cidades do alto da Serra da Mantiqueira como Santo Antônio do Pinhal e Campos do Jordão.
Construída com as mais modernas técnicas de engenharia, a rodovia possui 2 faixas de rolamento em cada sentido de tráfego, traçado moderno, com curvas, aclives e declives suaves. A velocidade máxima permitida é de 120 km/h. Possui obras de arte arrojadas, como o viaduto próximo a São Silvestre de Jacareí e a ponte sobre o Rio Paraíba do Sul  Há 6 túneis em seus traçado (3 em cada sentido).
Possui duas praças de pedágio, uma em São José dos Campos (km 92) e outra em Caçapava (km 114), ambas com cobrança bidirecional.

## Concessão
Desde junho de 2009, a Rodovia Carvalho Pinto, juntamente com a Rodovia Ayrton Senna, está sob concessão da empresa Ecopistas, pertencente ao grupo Ecorodovias. A concessionária teve a responsabilidade de construir o prolongamento de aproximadamente 8,6 quilômetros, que segue até a Rodovia Oswaldo Cruz (SP-125) em Taubaté, concluída em 2018.

## Localização dos pedágios
| Pedágio | km  | Sentido     | Município           | Geocoordenadas              |
| ------- | --- | ----------- | ------------------- | --------------------------- |
| 1       | 92  | Leste/Oeste | São José dos Campos | 23°17'00.54"S 45°51'38.06"W |
| 2       | 114 | Leste/Oeste | Caçapava            | 23°09'21.19"S 45°41'52.62"W |

## Traçado da Rodovia

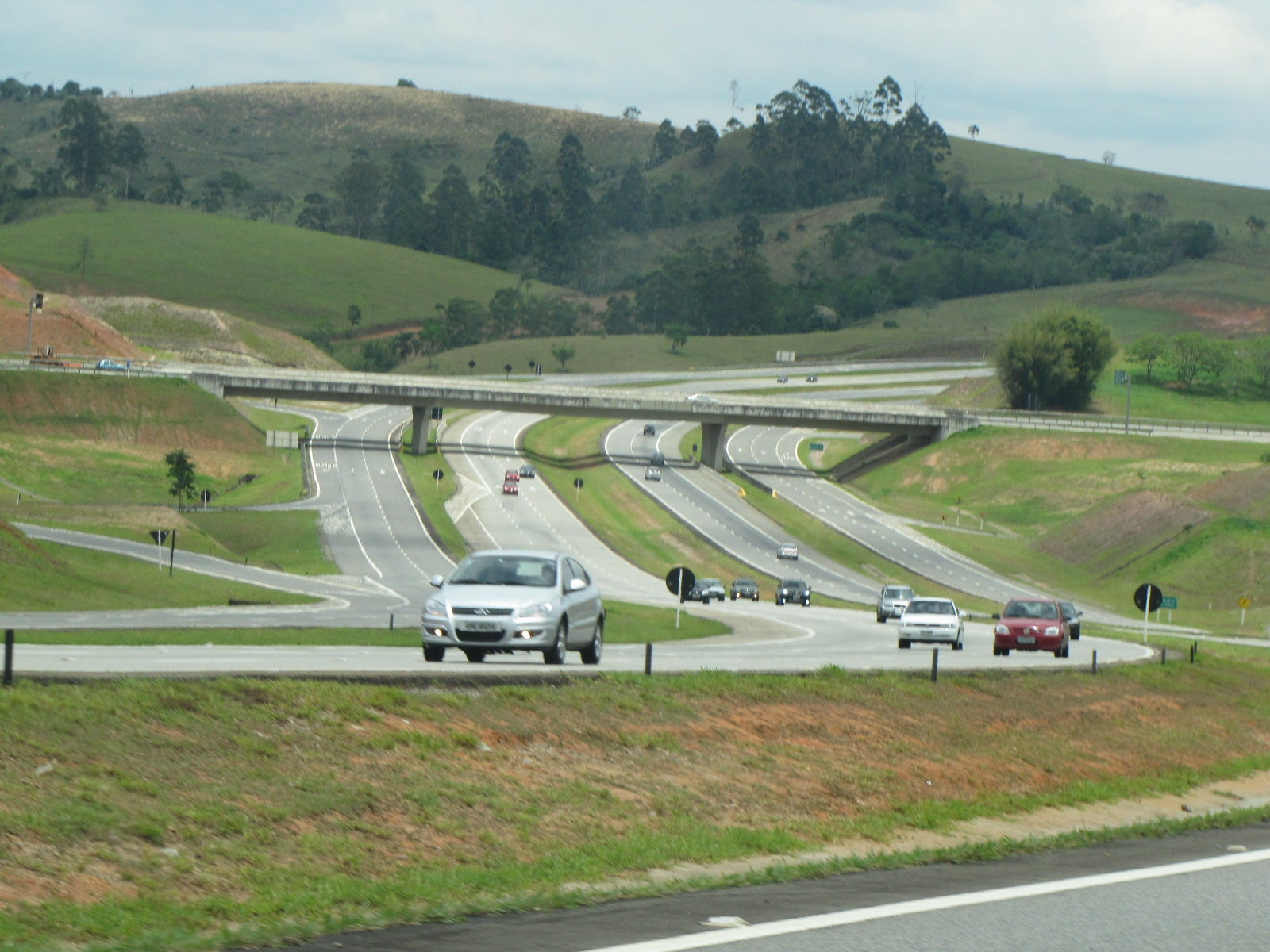
Rodovia Carvalho Pinto na interseção com a Rodovia Dom Pedro I (SP-65) em Jacareí.

km 60 - Entroncamento com a Rodovia Ayrton Senna (SP-70)

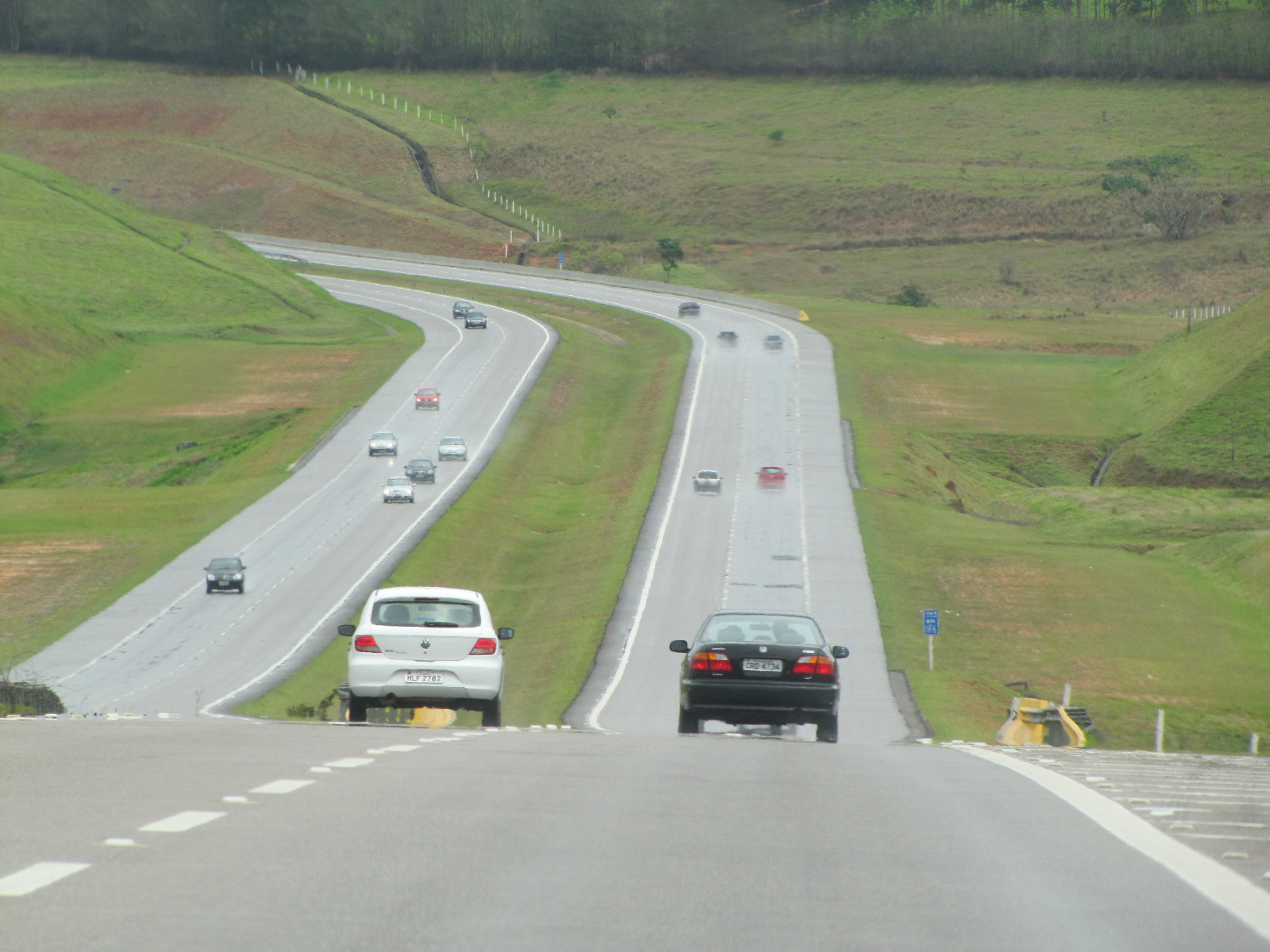
Rodovia Carvalho Pinto no trecho próximo à São José dos Campos.

- km 60 - Acesso à Rodovia Presidente Dutra (BR-116)
- km 69 - Aceso à Rodovia Nicola Capucci (SP-172), Jacareí (Rodovia Presidente Dutra) e Guararema (Rodovia Henrique Eroles)
- km 72 - Acesso à Rodovia Dom Pedro I (SP-65) - Jacareí e Campinas
- km 74 - Cruzamento sem acesso à Rodovia Henrique Eroles (SP-66) - Itaquaquecetuba e São José dos Campos
- km 83 - Acesso à Rodovia Nilo Máximo (SP-77) - Jacareí e Salesópolis
- km 92 - Pedágio - São José dos Campos (bidirecional)
- km 92 - Base operacional - São José dos Campos (sentido Taubaté)
- km 95 - Polícia Militar Rodoviária - São José dos Campos (sentido São Paulo)
- km 97 - Acesso à Rodovia dos Tamoios (SP-99) - São José dos Campos e Caraguatatuba
- km 111 - Acesso à Rodovia João do Amaral Gurgel (SP-103) - Caçapava e Jambeiro
- km 114 - Pedágio - Caçapava (bidirecional)
- km 115 - Base operacional - Caçapava (sentido São Paulo)
- km 126 - Acesso à Rodovia Presidente Dutra (BR-116)
- km 128 - Acesso à Rodovia Floriano Rodrigues Pinheiro (SP-123)
- km 134 - Acesso à Rodovia Oswaldo Cruz (SP-125)